# فتاة شقراء وضوء القمر وبريق البحر والقفاز
Sarıkız (الفتاة الشقراء) وAyışığı (ضوء القمر) وYakamoz (بريق البحر) وEldiven (القفاز) هي الأسماء التي أطلقت على خطط الانقلاب العسكري التركي التي كان من المفترض تنفيذها في عام 2004.

## الخطط
في عام 2007، نشرت مجلة  نقطة  (Nokta) الأسبوعية أجزاءً من مذكرات تزعم أنها تخص الجنرال المتقاعد أوزدين أورنيك، تشير إلى أنه قد تم تجهيز أربع خطط للانقلاب، هي: Sarıkız (الفتاة الشقراء، وهذا المصطلح يستخدم بشكل اصطلاحي للإشارة إلى «البقرة») وAyışığı (ضوء القمر) وYakamoz (بريق البحر) وEldiven (القفاز). وقد قال الأدميرال أورنيك ذاته إن تلك المذكرات مزيفة. وقد اتسم موقف القوات المسلحة حيال هذا الشأن بالمراوغة بدون إنكار هذا الأمر برمته. وفيما بدوره، قال الجنرال هورسيت طولون إنه لم ير أي سبب للاعتراض على نشر المذكرات، حيث إنها لم تحتوِي على أي معلومات كاذبة حوله. ولم يتم استخدام المذكرات كدليل في لائحة الاتهام المكونة من 2455 صفحة.
ويشير إلدفان (Eldiven) إلى وجود "حالة من عدم الاتفاق داخل القوات المسلحة التركية حول مسألة دعم خطط الانقلاب، ويقترح وسائل للتغلب على تلك الحالة. والغرض الرئيسي لإلدفين هو "تشكيل القوات المسلحة التركية والبرلمان والبيروقراطية والحكومات المحلية وإعادة كتابة الدستور والتشريعات بصفة كاملة ووثيقة سياسة أمن قومي." ووفقًا للخطة المزعومة، يتم تشكيل خلايا تنظيمية من أشخاص ينتمون إلى قطاعات مختلفة في المجتمع. ولا تكون تلك الخلايا على دراية بوجود الخلايا الأخرى، وتعمل بدون معرفة الهدف الرئيسي التي سوف تحققه، رغم أنها جميعها تؤدي إلى خدمة نفس الهدف المطلق. وقد تم استخدام تكتيكات حرب العصابات تلك قبل ذلك من خلال مكافحة حرب العصابات، وهي الفرع التركي لعملية غلاديو.
وتدعو الخطة إلى شن حرب نفسية لتشكيل الرأي العام. والمرحلة الأولى للخطة تكمن في التأكد من وجود إجماع قومي، وتشكيل القرارات التي يتم اتخاذها من خلال المجلس العسكري الأعلى ((بالتركية: Yüksek Askerî Şûra)، YAŞ) من خلال الحديث إلى الصحفيين وجعلهم ينشرون أفكار الجنرالات العاملين في الخدمة في تلك الفترة. وقد اشتملت الخطة كذلك على دور للرئيس التركي حينها أحمد نجدت سيزر فيما يتعلق بتشكيل المجلس العسكري الأعلى.
ويقترح إلدفين دعم واستخدام وسائل الإعلام لإرهاق المعارضين (الليبراليين أو الديمقراطيين) وحشد الرأي العام لدعم خطط الجيش. وفي إطار حديثه إلى صحيفة طرف (Taraf)، قال المحلل السياسي علي بيرم أوغلو إن الصحف الكبرى كانت على دراية بخطط الانقلاب، حيث طلب منها الجنرالات الدعم، إلا أنها لم تنشر ذلك في البداية. وعندما أدرك الجنرالات أن الدعم واسع النطاق الذي يبحثون عنه لن يحدث، وقعوا في حالة من الفوضى. وقد قام سينر أيرويغور، على وجه الخصوص، بوضع خطة لتنفيذ الانقلاب بمفرده. وهو رهن الاحتجاز حاليًا.
وقد ربط سارب كوراي، وهو يساري تم الحكم عليه بالسجن مدى الحياة بعد انقلاب عام 1971، بين هذه الخطط وبين محاولة الانقلاب في التاسع من مارس 1971، التي تم إحباطها كذلك من خلال الاستخبارات التي أبلغت رئيس الأركان، ممدوح تاجماك.

## المصداقية
تتفق المذكرات مع محاضر الاجتماعات التي اعتمدت عليها. وقد تم العثور على محاضر الاجتماعات في منزل النقيب المتقاعد مظفر يلدريم، الذي تم اعتقاله مع طولون وأيرويغور، في إطار التحقيقات التي جرت بشأن التنظيم التآمري الذي أطلق عليه اسم «إرغينكون». وعلى هذا الأساس، تم القول بأن المذكرات صحيحة.
ولم تتم الإشارة إلى المذكرات في لائحة اتهام إرغينكون. وقد قال غروموس إن السبب في ذلك يرجع إلى أنه تم الحصول على المذكرات بشكل غير قانوني، وبالتالي، فإنه يرفض تقديمها في المحاكم.

## اقتباسات مختارة
قامت صحيفة تودايز زمان بنشر أجزاء من المذكرات:

...بموجب اقتراح من قائد قوات الدرك الجنرال سينر أيرويغور، ذهبنا إلى المنشآت الاجتماعية للدرك. (...) وقد قررنا وضع خطة إجراءات بأنفسنا. في البداية، كان يجب علينا السيطرة على الإعلام، وبالتالي، كنت سأدعو إم أو من أجل هذا الغرض. وكنا نرتب للتواصل مع العمداء لخروج الطلاب للمشاركة في المظاهرات. كما كنا سنرتب للعمل مع الاتحادات بشكل منسجم. وكنا نرتب لتعليق الملصقات في الشوارع. كما كنا سنقوم بالاتصال بالمؤسسات ونحرضها ضد الحكومة. وكنا سنقوم بذلك كله في مختلف أرجاء الدولة، وكنا سنطلق عليه اسم Sarıkız (الفتاة الشقراء).

... وقد اجتمعوا جميعًا في مقر الدرك، وقد عرض عليهم الجنرال أيرويغور التجهيزات التي عرضها علي يوم الثلاثاء، ودعاهم إلى الاستماع إلى مجموعة من التسجيلات الصوتية الخاصة بمجموعة من المسئولين الحكوميين على أعلى المستويات. وأغلبهم كانوا مستشارين لحزب العدالة والتنمية، وفي التسجيلات، كانوا يعبرون عن أفكارهم حول الكيفية التي يخططون بها للتعامل مع مشكلة قبرص. وفي نهاية الإيجاز، بدأ قائد القوات الجوية (الجنرال إبراهيم فيرتينا) وقائد قوات الحرس (أيرويغور) في الضغط من أجل عمل ثورة في العاشر من مارس. (...) وكان هدف إيريغور هو أن يصبح قائدًا للقوات البرية. (...) وقد أخبرني قائد القوات البرية (الجنرال أيتاك يالمان) كيف يحفر أيرويغور حفرة (لرئيس الأركان العامة الجنرال) ياسر (بويوكانيت). بالنسبة لي، كان قائد قوات الدرك يتعامل بطريقة غير عادلة قليلاً، وبطريقة تتسم بالطموح المغالى فيه.

... وقد اجتمعنا في منزلي مع قادة القوات الجوية والبحرية والجيش وقوات الدرك الساعة الثانية بعد الظهر. ... وقد اتضح أن الموضوع الثاني ما هو إلا نفس الموضوع، فقد تناقشنا حول «كيف يمكننا إسقاط هؤلاء الرجال». وقد كان سينر وقائد القوات الجوية (فيرتينا) يضغطون بشدة من أجل تنفيذ هذا الأمر. ولم يكن سينر يستطيع أن يتوقف عن التفكير في هذا الأمر، فقد كان يكرر نفس الكلام كل كلمتين. وكان قائد القوات الجوية يسير على نفس المنوال. إذا لم نكن نرغب في التخلي عن قبرص، فإن أقصى حد لنا هو التاسع من أبريل، 2004. وأيًا ما كان علينا فعله، يجب أن نفعله قبل ذلك التاريخ.

## التهم الموجهة بناءً على إرغينكون
تم اتخاذ هذه المقتطفات فيما بعد لتكون دليلاً رئيسيًا في لائحة اتهام مارس 2009 لمجموعة من المتهمين، بما في ذلك الجنرالين المتقاعدين أيرويغور وطولون، اللذين تم اعتقالهما أثناء التحقيقات الدائرة بشأن تنظيم إرغينيكون، وتم اتهامهما بالتخطيط للإطاحة بالحكومة القانونية في جمهورية تركيا.

## وصلات خارجية
- Full text of coup diaries, as published in "İşte darbe günlüklerinin tam metni". Yeni Şafak (بالتركية). 6 Jul 2008. Archived from the original on 2008-09-12. Retrieved 2008-07-12.
- Coup diaries: Part I نسخة محفوظة 4 أكتوبر 2011 على موقع واي باك مشين., Part II نسخة محفوظة 19 أغسطس 2011 على موقع واي باك مشين.. Published by Taraf. (بالتركية)